# Shibataea chinensis
Shibataea chinensis là một loài thực vật có hoa trong họ Hòa thảo. Loài này được Nakai miêu tả khoa học đầu tiên năm 1933.